# Giancarlo Marchese
Giancarlo Marchese (Parma, 15 novembre 1931 – Milano, 22 maggio 2013) è stato uno scultore e pittore italiano.

## Biografia
Nato da genitori tortonesi, finita la seconda guerra mondiale si trasferisce a Milano, dove frequenta prima il liceo artistico e poi l'Accademia di Brera. Segue i corsi di Luciano Minguzzi e Marino Marini ed entra anche in contatto con Guido Ballo e Pericle Fazzini, grazie al quale partecipa con due sculture alla Biennale di Venezia del 1956. Marchese intraprende anche la strada dell'insegnamento e nel 1974 insegna scultura all'Accademia di belle arti di Firenze; nel 1976 ottiene la cattedra all'Accademia di Brera, dove è docente fino al 2000, anno in cui ha luogo un'esposizione personale presso la galleria Spaziotemporaneo di Milano; in quello stesso anno Marchese insegna Progettazione Scultorea presso l'Università Nazionale di Seul e all'Università UOU di Ulsan, in Corea del Sud. Muore a Milano il 22 maggio 2013.

## Produzione artistica
Negli anni ’60 le opere di Marchese presentano principalmente forme astratte e dinamiche ma in cui si intravedono già le basi per un superamento della scultura informale.
A partire dal 1967 le sue opere iniziano a mostrare forme maggiormente strutturate, di gusto quasi industriale; non hanno titoli e vengono identificate dalla sigla “SN” seguita da un numero. Marchese inizia inoltre a ricercare un tipo di scultura che si rapporti con lo spazio urbano.
Negli anni ’80 assumono un ruolo importante tra le opere dell'artista le “scatole della memoria” (definizione di Vanni Scheiwiller) : composizioni aperte di foglio di acciaio specchiante che hanno la caratteristica di riflettere il paesaggio circostante. L'artista esplora anche il tema dell'arte sacra, realizzando interventi nella chiesa di S. Giuliano Milanese e nel santuario della Madonna delle Lacrime a Siracusa.
Negli anni ’90 Marchese esplora molto l'utilizzo del vetro; il suo interesse si concentra su grandi lastre che vengono curvate e plasmate. Queste lasciano filtrare la realtà retrostante, deformandola e colpendo l’immaginazione dello spettatore. Spesso in queste sculture il vetro dialoga con supporti ed elementi realizzati in ghisa.
Ha esposto ben due volte alla Biennale di Venezia (1956 e 1964), alla IX Quadriennale nazionale d'arte di Roma (1965-66) e alla XV Triennale di Milano (1973).
Diverse mostre sono state dedicate al suo lavoro, tra le più importanti Giancarlo Marchese, Palazzo del Comune, Alessandria, 1973; Giancarlo Marchese, Musée Municipal, Saint-Paul de Vence, 1977; Giancarlo Marchese, Museo S. Agostino, Genova, 1983; Giancarlo Marchese. La magia del vetro, Palazzo Lombardia, Milano 2013

## Opere
- Scultura SN 029, Ravne – Slovenia, 1964
- Cristo e tabernacolo nella chiesa di San Giuliano Milanese, 1966
- Monumento a Giuseppe Romita, Tortona, 1970
- Monumento ai Caduti per la Libertà a Solero (AL), 1977
- Cappella funeraria Giampieri, Cimitero Monumentale di Milano, 1981
- Recinzione scultorea della Villa Liberty, Milano - Via Guerrazzi 23, 1985
- Rilievo raffigurante L'Epifania, chiesa dell'Annunciazione, Milano, 1986
- Monumento a Pierre Gemayel, Beirout, 1987
- Fontana, centro sportivo, S Giuliano Milanese, 1987
- Scultura per la Fondazione Cassa di Risparmio di Tortona, Piazza Duomo, 1993
- Altare del Santuario della Madonna delle Lacrime, Siracusa, 1996
- Altare e Ambone della Chiesa parrocchiale di Villa Rosa, Villa Rosa, 1998
- Scultura Eco opera vincitrice del concorso internazionale 3° Millennio, Erbusco (Bs), 1999
- Scultura SS. Cosma e Damiano Chiesa di Brugnello (PC), 2001
- La Sindone, rilievo scultoreo nella chiesa dell'Annunciazione, Milano, 2003/’04
- Scultura celebrativa - Madonna di Tirano 1504-2004, Palazzo Besta, Teglio (SO), 2004
- Intervento scultoreo nel parco della Cascina Cassana di Torregarofoli (AL), 2004/’05